# Carinostoma ornatum
Carinostoma ornatum is een hooiwagen uit de familie aardhooiwagens (Nemastomatidae).